# Chandra (dios)
Chandra (en Sánscrito: चन्द्र, romanización: Chandrā, lit. 'brillo’ o ‘luna’) también conocido como Soma (Sánscrito: सोम) es el dios Hindú de la Luna, y es asociado con la noche, las plantas y la vegetación. Es uno de los Navagraha (los nueve planetas en el hinduismo) y de los Lokapala (los guardianes de las direcciones). 

## Etimología y otros nombres

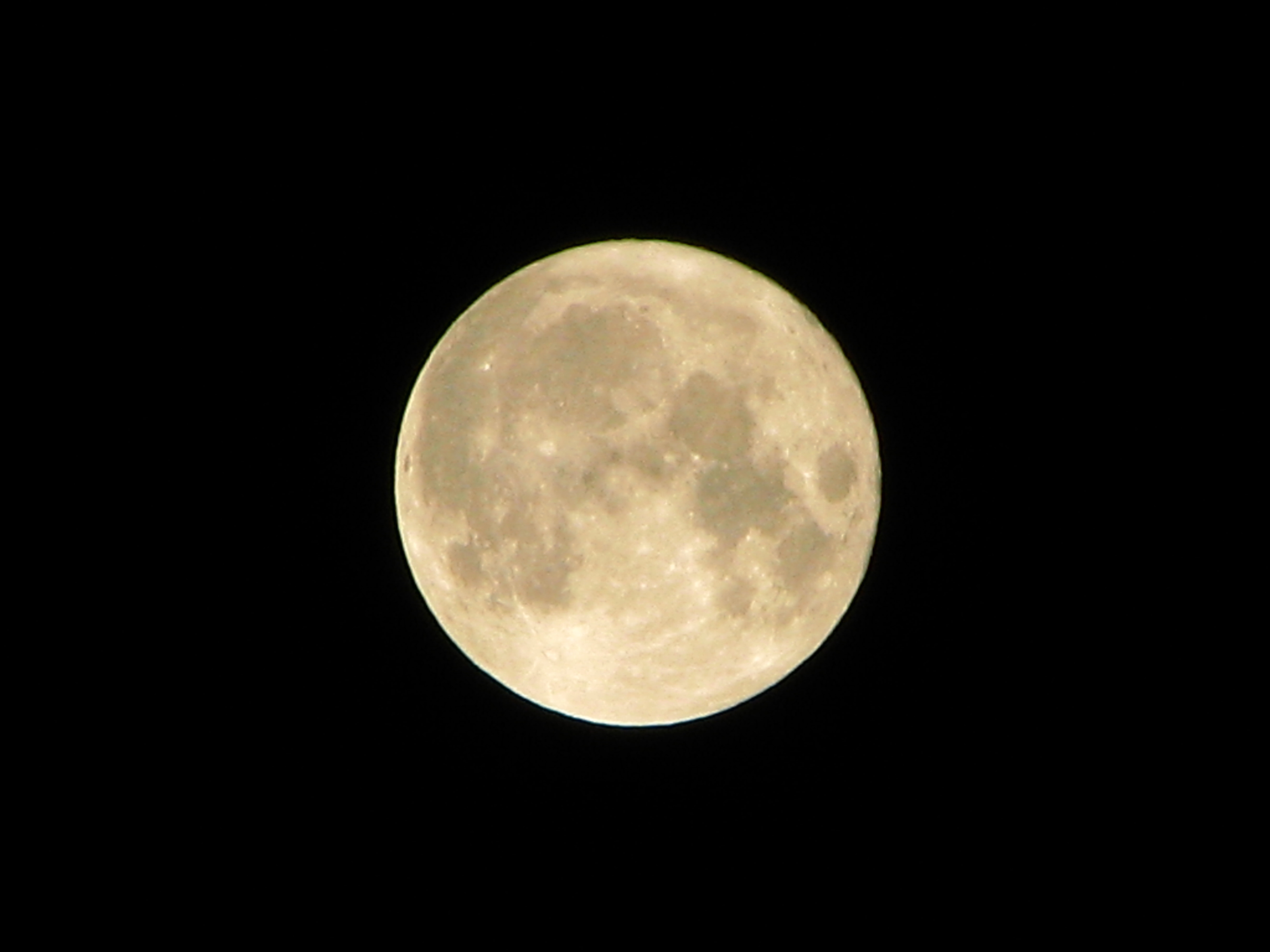
Las escrituras comparan la Luna con un ganso blanco en el lago azul del cielo.

La palabra "Chandra" significa literalmente "brillante, resplandeciente o o centelleante” y es usado para la Luna en sánscrito y otras lenguas indoarias. También es el nombre de varios otros personajes de la mitología hindú, incluyendo un asura y un rey Sūryavaṃśa. También es un nombre y apellido indio bastante común. Existen variaciones tanto femeninas como masculinas en varios idiomas sur asiáticos que se originan del sánscrito.
Algunos sinónimos de Chandra incluyen Soma (destilar), Indu (gota brillante), Atrisuta (hijo de Atri), Shashin o Shachin (marcado por la liebre), Taradhipa (señor de las estrellas) y Nishakara (el creador de la noche), Nakshatrapati (señor del Nakshatra), Oshadhipati (señor de las hierbas), Uduraj o Udupati (señor del agua), Kumudanatha (señor de los lotos) y Udupa (bote).

### Soma
Soma es uno de los nombres más comunes usados para referirse a la deidad; pero el uso más temprano de la palabra para referirse a la luna es un tema de debate académico. Algunos académicos establecen que la palabra Soma se usa de forma ocasional para la Luna en los Vedas, mientras que otros sugieren que dicho uso solo emergió en la literatura post-Védica.
En los Vedas, la palabra Soma se usa primariamente para una bebida intoxicante y energizante/curativa de origen vegetal y a la deidad que la representa.   En la mitología hindú postvédica, Soma se utiliza para Chandra, quien es asociado con la luna y la planta anteriormente mencionada.    Los textos hindúes establecen que la Luna es iluminada y revitalizada por el Sol, y que el néctar divino para la inmortalidad reside en la Luna. En los Puranas, Soma veces es usado para referirse a Vishnu, Shiva (como Somanatha ), Iama y Kubera. En algunos textos indios, Soma es el nombre de una apsara ; alternativamente, es el nombre de cualquier brebaje medicinal, o papilla de agua de arroz, o del cielo y el firmamento, así como también de ciertos lugares de peregrinaje. 
Inspirado por su interés en el misticismo indio, Aldous Huxley tomó el nombre de la droga utilizada por el Estado en su novela Un mundo feliz para controlar a la población luego de la bebida ritualista védica Soma.

## Mitología

### Vedas

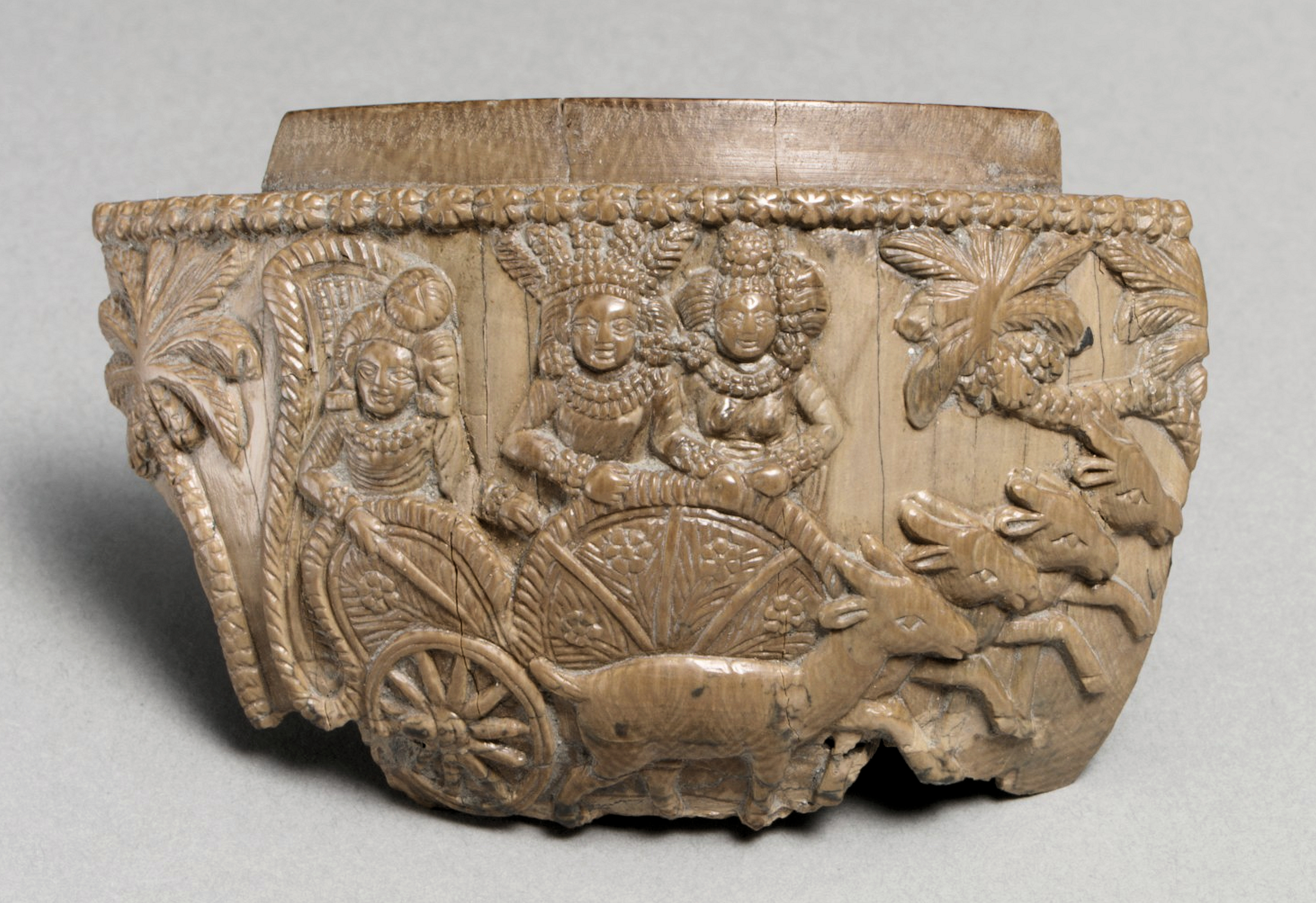
Posible representación del dios de la luna Chandra en su carro con su esposa y su asistente, siglos II-I a. C., período Shunga, Bengala Occidental.

El origen de Soma es rastreado hasta los textos védicos hindúes, donde es la personificación de una bebida elaborada a partir de una planta con el mismo nombre. Académicos aseguran que la planta tenía un importante papel en la civilización védica y, por tanto, la deidad era uno de los dioses más importantes del panteón. En estos textos védicos, Soma es alabado como el señor de las plantas y los árboles; el rey de los ríos y la tierra; y el padre de los dioses. El Mandala 9 del Rig-veda está dedicado a Soma, tanto a la planta como a la deidad, en su totalidad. La identificación de Soma como una deidad lunar dentro de los textos védicos es tema de controversia entre los académicos. Según William J. Wilkins, «En años posteriores, el nombre Soma […] fue dado a la luna. Cómo y porqué se produjo este cambio es desconocido; pero al final de los himnos védicos hay cierta evidencia de la transición.» 

### Epopeyas y Puranas
En textos postvédicos como el Ramayana, el Mahabharata y los Puranas, Soma es mencionado como una deidad lunar y posee muchos epítetos, incluyendo Chandra.  De acuerdo a la mayoría de estos textos, Chandra, junto con sus hermanos Dattatreya y Durvasa, eran hijos del sabio Atri y su esposa Anasuya . El Devi Bhagavata Purana establece a Chandra como el avatar del dios creador Brahma. Algunos textos contienen varias formulaciones acerca del nacimiento de Chandra. De acuerdo a un texto, él es el hijo de Dharma; mientras que otro menciona a Prabhakar como su padre.  Muchas leyendas acerca de Chandra son contadas en las escrituras.

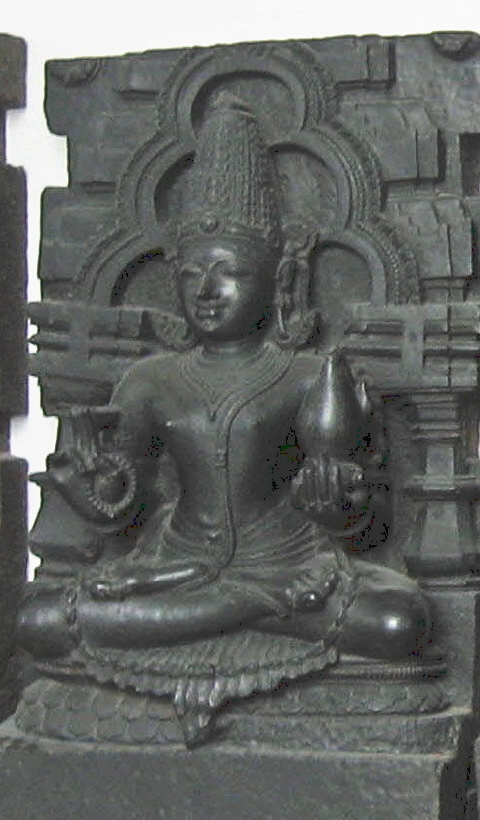
Chandra, Museo Británico,, Konark

Una de las narraciones más prominentes en relación a Chandra se centra alrededor de su relación ilícita con Tara, la esposa de Brihaspati, el preceptor de los Devas. De acuerdo a la historia, Tara llegó a la residencia de Chandra durante sus paseos, y ambos se enamoraron. A pesar de los multiples intentos por parte de Brihaspati por recuperar a su esposa, Tara se quedó con Chandra. Los discípulos de Brihaspati e incluso el mismo Brihaspati confrontaron a Chandra, quien argumentó que Tara había llegado bajo su propia voluntad y se iría cuando ella lo deseara. La situación escaló cuando Brihaspati pidió la intervención de los devas.Indra, el rey de los devas, amenazó con iniciar una guerra para forzar a Chandra a devolver a Tara. Sin embargo, los devas tenían opiniones divididas y los asuras, liderados por su preceptor Shukra, se pusieron del lado de Chandra. Un fuerte conflicto se desató entre los devas y los asuras, que dio lugar a una agitación cósmica. Eventualmente, Brahma, el creador, intervino para restaurar el orden. Amonestó a Chandra y Shukra, llevando al cese de la batalla. Chandra devolvió a Tara a Brihaspati a regañadientes. Sin embargo, Tara ya estaba embarazada, lo que levantó una disputa acerca de la paternidad del niño. Brahma intervino una vez más, cuestionando a Tara directamente. Ella reveló a Chandra como el padre. Consecuentemente, Brahma ordenó que Brihaspati entregara el niño a Chandra. El niño nacido de esta unión se llamó Budha, quien luego se volvió una importante deidad asociada al intelecto y la sabiduría. 
Tradicionalmente, Chandra está casado con las 27 hijas del sabio Daksha, quienes personifican las 27 Nakshatras (casas lunares). Estas hijas se llaman Ashvini, Bharani, Krittica, Rohini, Mrigashira, Ardra, Punarvasu, Pushya, Ashlesha, Magha, Purva Phalguni, Uttaraphalguni, Hasta, Chitra, Swati, Vishaka, Anuradha, Jyeshtha, Mula, Purvashadha, Uttara Ashadha, Shravana, Dhanishta, Shatabhishak, Purva Bhadra, Uttara Bhadra y Revati . El paso de Chandra a través de los Nakshatras refleja el ciclo lunar e influencia varias practicas rituales y astrológicas. A pesar de estar casado con las 27, Chandra mostraba un afecto especial por Rohini, causando celos en las otras esposas. Este trato preferencial llevó a las otras esposas a quejarse ante su padre, Daksha. A pesar de las multiples advertencias por parte de Daksha, Chandra continuó favoreciendo a Rohini. Iracundo, Daksha maldijo a Chandra a sufrir de Kshayaroga (tisis o tuberculosis). Esta afección no solo impactó a Chandra sino que también a plantas medicinales y otros seres vivos que dependían de la influencia lunar. Los devas intervinieron, y luego de mucho implorar, Daksha modificó su maldición, permitiendo que Chandra fuera libre de la enfermedad por la mitad de cada mes a través de bañarse en el Sarasvati Tirtha . Esta explicación mitológica concuerda con las fases crecientes y menguantes de la luna, con la inmersión periódica de Chandra en las aguas sagradas simbolizando su recuperación y decline graduales ( Mahabharata, Shalya Parva, Capítulo 35). 
En la narración mitológica del Samudra Manthan (Agitación del Océano), los devas y asuras buscaban el Amrita (néctar de la inmortalidad). Un demonio llamado Rahu se disfrazó de Brahmin y trató de beber el néctar. Surya (el Sol) y Chandra reconocieron el engaño y alertaron a Vishnu, quien cortó la cabeza de Rahu con su Sudarshana Chakra . Sin embargo, siendo que Rahu ya había consumido el néctar, su cabeza y su cuerpo se volvieron inmortales, formando las entidades Rahu y Ketu. Rahu y Ketu, enemistados con Surya y Chandra por revelar su engaño, periódicamente se "tragan" la luna y el sol, llevando a los eclipses solares y lunares. Este mito provee una representación simbólica de los eclipses como momentos de tensión y conflicto cósmicos. Durante el reinado del emperador Prithu, Bhumidevi (la Tierra) se transformó en una vaca para proporcionar alimento a todos los seres. Cuando los sabios ordeñaron a Bhumidevi, Chandra sirvió como ternero, acto que agradó a Brahma . En reconocimiento, Brahma coronó a Chandra como el rey de las estrellas y las medicinas. Este rol retrata la influencia de Chandra sobre las plantas medicinales y las artes curativas, conectando sus ciclos con el crecimiento y la potencia de las hierbas. 
Chandra es uno de los Ashta Vasus, un grupo de ocho deidades elementales. Tuvo cuatro hijos: Varchas, Shishira, Prana y Ramana, con su esposa Manohara . Notablemente, su hijo Varchas más tarde renació como Abhimanyu, el heroico hijo de Arjuna en el Mahabharata . 
De acuerdo a otra leyenda, Ganesha regresaba a casa sobre su montura Krauncha (una musaraña) tarde en una noche de luna llena luego de un gran festín ofrecido por Kubera . Una serpiente cruzó su camino durante su viaje de regreso y, asustada por ella, su montura huyó desenganchando a Ganesha en el proceso. Ganesha cayó al suelo sobre su estómago, vomitando todos los Modaks que había comido. Observando esto, Chandra se burló de Ganesha. Ganesha perdió su compostura y rompió uno de sus colmillos para lanzarlo directo a la luna, hiriéndola, y lo maldijo para que nunca volviera a estar completo de nuevo. Por tanto, está prohibido contemplar a Chandra en Ganesh Chaturthi . menguación de la luna a la vez que incluye su gran cráter, una mancha negra visible incluso desde la Tierra. 
Chandra ocupa un lugar crucial en la astrología hindú (Jyotisha) y es asociado con la mente, las emociones y la fertilidad. Se cree que sus fases influencian el comportamiento humano, la agricultura y el momento en que se realizan rituales. Como el luminario de la noche, Chandra representa los aspectos reflectivos y protectores del cosmos, balanceando las energías solares representadas por Surya.

## Iconografía
La iconografía de Soma varía en cada texto hindú. La más común es cuando es una entidad blanquecina, sosteniendo un mazo en la mano, montando un carruaje con tres ruedas tirado por tres o más caballos blancos (hasta diez). 
Soma, como deidad lunar, también es encontrado en el budismo  y el jainismo.

## Zodíaco y calendario
Soma es la raíz de la palabra Somavara o lunes en el calendario hindú.  La palabra "lunes" en los calendario grecorromano e indoeuropeos también está dedicada a la Luna.  Soma es parte del Navagraha en el sistema zodiacal hindú. El papel y la importancia del Navagraha se desarrollaron con el tiempo a través de varias influencias. La deificación de la luna y su significado astrológico se dieron en el período védico y quedó registrado en los Vedas . El trabajo de astrología más temprano registrado en la India es el Vedanga Jyotisha, el cual comenzó a ser compilado en el siglo XIV a. C. La luna y varios planetas clásicos fueron referenciados en el Atharvaveda alrededor del año 1000 a. C.
El Navagraha fue profundizado con contribuciones adicionales por parte de Asia occidental, incluyendo influencias zoroastrianas y helenísticas . El Yavanajataka o "Ciencia de los Yavanas ", fue escrito por el indogriego llamado " Yavanesvara " ("Señor de los griegos") bajo el gobierno del rey kshatrapa occidental Rudradarman I. El Navagraha se seguiría desarrollando y culminaría en la era Shaka con el pueblo Saka o escita. Además, las contribuciones del pueblo Saka serían la base para el calendario nacional indio, también llamado calendario Saka.
El calendario hindú es un calendario lunisolar que registra tanto los ciclos lunares como los solares. Como el Navagraha, fue desarrollado con contribuciones sucesivas por parte de varios trabajos.

## Astronomía
Se presume que Soma fue un planet en textos astronómicos hindúes.  Esto es frecuentemente discutido en textos astronómicos sánscritos, tales como el Aryabhatiya del siglo V porAryabhatta, el Romaka del siglo VI por Latadeva y el Panca Siddhantika por Varahamihira, el Khandakhadyaka del siglo VII por Brahmagupta y el Sisyadhivrddida del siglo VIII por Lalla.  Otros textos, tales como el Surya Siddhanta, con fecha de haber sido completado entre el siglo V y el siglo X, presenta sus capítulos sobre varios planetas con deidades mitológicas.  Sin embargo, dichos textos demuestran que los eruditos hindúes eran conscientes de las órbitas elípticas, e incluyen sofisticadas formulas para calcular sus posiciones pasadas y futuras: 
La longitud de la Luna = {\displaystyle m-{\frac {P\times R\sin(m-a)}{360}}}
– Surya Siddhanta II.39.43 
donde m es la longitud media de la Luna, a es la longitud durante su apogeo, P es el epiciclo del ábside, R=3438'.

## Templos de Chandra
Además del culto en los templos de Navagraha, Chandra también es adorado en los siguientes templos (por favor ayudar a expandir esta lista parcial):
- Templo Parimala Ranganatha Perumal : templo de Vishnu con un altar para Chandra
- Templo Kailasanathar, Thingalur : templo Navagraha asociado con Chandra; con su deidad principal siendo Shiva
- Templo Chandramoulisvarar, Arichandrapuram : templo de Shiva con un altar para Chandra
- Templo ThiruVaragunamangai Perumal : templo Nava Tirupathi de Vishnu asociado con Chandra

## En la cultura popular
Chandra juega un papel importante en una de las primeras novelas de misterio en inglés, La piedra lunar (1868). La palabra sánscrita Chandrayāna (Sánscrito: चन्द्रयान, vehículo lunar) es usada para referirse a los orbitadores lunares de la India.